# فيل سبينس
فيل سبينس (بالإنجليزية: Phil Spence)‏ هو مدرب كرة سلة أمريكي، ولد في 13 مارس 1954.